# Ван Генехтен, Роберт
Роберт ван Генехтен (нидерл. Robert van Genechten; 25 октября 1895, Антверпен, Бельгия — 13 декабря 1945, Схевенинген, Нидерланды) — фламандско-голландский юрист, экономист, писатель, политик и коллаборационист. Во время Первой и Второй мировых войн сотрудничал с немецкими оккупантами Бельгии и Нидерландов соответственно. «Он предал два отечества» (нидерл. Hij heeft twee vaderlanden verraden).

## Биография
Ван Генехтен родился в Антверпене, изучал юриспруденцию в Гентском университете.
После оккупации Бельгии немецкими войсками в ходе Первой мировой войны, ван Генехтен сотрудничал с немцами. В 1918 году бежал в Нидерланды. В Бельгии ван Генехтен был заочно приговорён к восьмилетнему тюремному заключению. В Голландии Роберт ван Генехтен работал адвокатом, также преподавал в Утрехтском университете. 14 июня 1930 года получил голландское гражданство.
В 1934 года ван Генехтен вступил в партию Национал-социалистическое движение. С 1938 года являлся главным редактором «Nieuw Nederland». Публиковал статьи, в которых с правых позиций критиковал рационализм и гуманизм.
В 1937 году написал цикл антисемитских статей «Van den vos Reynaerde». В 1941 году эти статьи были переизданы в качестве книги, а в 1943 — анимированы..
В 1940 году незадолго перед немецким вторжением, ван Генехтен был посажен в тюрьму в Хорне.
После оккупации Нидерландов был выпущен из тюрьмы, предлагался на пост министра образования в оккупационном правительстве Артура Зейсс-Инкварта, но позднее немцы отказались от идеи его формирования.
В феврале 1943 года был назначен комиссаром Южной Голландии.
После освобождения Голландии, ван Генехтен был арестован и приговорён к смертной казни. 13 декабря 1945 года он повесился в тюремной камере.